# Forshaga kommun
Forshaga kommun er en kommune i Värmlands län, Sverige med 11 000 indbyggere (2006).
59°32′00″N 13°28′00″Ø / 59.533333333333°N 13.466666666667°Ø